# Jorma Tommila
Pour les articles homonymes, voir Jorma et Tommila.
Jorma Tommila, né en 1959, est un acteur finlandais.

## Biographie
Jorma Tommila a appartenu au groupe radical Jumalan teatteri (fi), composé de quatre étudiants de l'académie de théâtre.
Jorma Tommila et le metteur en scène-acteur Jari Halonen, qui appartenaient au groupe ont coréalisé plusieurs projets.
Jorma Tommila est actuellement acteur au théâtre municipal de Vaasa.

## Filmographie

### Films
| Année | Film                                            | Rôle                |
| ----- | ----------------------------------------------- | ------------------- |
| 1990  | Huolehtivainen rakastaja                        | Aviomies            |
| 1992  | Juha Antti-Poika                                |                     |
| 1992  | Back to the USSR – takaisin Ryssiin             | Reima Elo           |
| 1995  | Lipton Cockton in the Shadows of Sodoma         | Lipton Cockton      |
| 1996  | Joulubileet                                     | Bona Merenkylä      |
| 1999  | Maximillian Tarzan                              | Tarzanin ääni       |
| 2000  | Rytmihäiriöitä                                  |                     |
| 2000  | Bad Luck Love                                   | Ali                 |
| 2001  | Ukkonen                                         | Akseli Ukkonen      |
| 2001  | Rölli ja metsänhenki                            | Röllien kylänvanhin |
| 2003  | Raid                                            | Legioonalainen      |
| 2003  | Rare Exports, Inc.                              | Sniper              |
| 2004  | Vares – yksityisetsivä                          | Antero Kraft        |
| 2005  | Rare Exports : The Official Safety Instructions | Sniper              |
| 2006  | Fakiiri                                         |                     |
| 2007  | Suden vuosi                                     | Jarkko Salminen     |
| 2008  | High Hopes                                      |                     |
| 2008  | Erottamattomat                                  | Harri               |
| 2008  | Suuri performanssi                              | Taneli Mäkipää      |
| 2009  | Muukalainen                                     | Isä                 |
| 2009  | Piilo                                           |                     |
| 2009  | Kehto                                           | Esko                |
| 2010  | Père Noël Origines                              | Rauno Kontio        |
| 2010  | Harjunpää ja pahan pappi                        | Matias Krankke      |
| 2014  | Big Game                                        | Tapio               |
| 2022  | Sisu : de l'or et du sang                       | Aatami Korpi        |

### Séries télévisées
| Année      | Série                    | Rôle                |
| ---------- | ------------------------ | ------------------- |
| 1993       | Kiimaiset poliisit       | Venkula             |
| 1994       | Småstadberättelser       | Slagskämpe          |
| 2004       | Tie Edeniin              | Jarkko              |
| 2006       | Mogadishu Avenue         | Mies 2              |
| 2008       | Lukio                    | Valmentaja Liikanen |
| 2008       | Tukka auki               | Heikki              |
| 2009       | Puolustuksen puheenvuoro | Jukka Saarelainen   |
| 2009       | Rikospaikalla            | Kalevi              |
| 2014       | Syke                     | Hannan isä          |
| 2014, 2016 | Kimmo                    | Rafe                |
| 2016       | Heroes of the Baltic Sea | Lauri Tott          |
| 2021       | Paras vuosi ikinä        | hengitysguru        |

## Prix et récompenses
- Jussi du meilleur acteur, 1997